# Protoneura corculum
Protoneura corculum är en trollsländeart som beskrevs av Philip Powell Calvert 1907. Protoneura corculum ingår i släktet Protoneura och familjen Protoneuridae. Inga underarter finns listade i Catalogue of Life.